# Brayan Palmezano
Brayan Enrique Palmezano Reyes (Maracaibo, Estado Zulia, Venezuela; 17 de septiembre de 2000) es un futbolista venezolano que juega como mediocampista ofensivo en el Atromitos de la Superliga de Grecia.

## Trayectoria

### Zulia FC
Hizo las categorías inferiores en dicho club. Gracias a sus buenas impresiones en la filial, debutó con el primer equipo del Zulia FC el 21 de septiembre de 2016 en Copa Venezuela donde jugó los 90 minutos ante el Deportivo Lara. En ese mismo año jugando por la misma Copa Venezuela anotó su primer gol como profesional el 19 de octubre del 2016 en la vuelta de la final ante Estudiantes de Caracas. Para el año 2017, luego de haber participado en el Campeonato Sudamericano Sub-17, Palmezano se ganó el puesto de juvenil regla en el primer equipo del Zulia FC convirtiéndose en un titular indiscutible gracias a sus buenas participaciones. El 4 de mayo del 2017 anotó su primer gol en la Primera División de Venezuela a los 30 segundos ante el Caracas FC en la jornada 6 del Torneo Apertura 2017.

### Huachipato
En enero de 2019 es fichado por el CD Huachipato chileno a cambio de doscientos mil euros. En la campaña 2022 sufrió una rotura de ligamento cruzado anterior de la rodilla derecha, obligándole a perderse todo el año. 
En la temporada 2023 se convierte en campeón de la máxima categoría chilena, jugando 24 partidos aportando 4 goles y 3 asistencias, ganándose un cupo a la fase de grupos de la Copa Libertadores 2024.

## Selección nacional

### Participaciones en sudamericanos
| Competición              | Sede  | Resultado    | Partidos | Goles | Asist. |
| ------------------------ | ----- | ------------ | -------- | ----- | ------ |
| Sudamericano Sub-17 2017 | Chile | Quinto lugar | 9        | 0     | 1      |
| Sudamericano Sub-20 2019 | Chile | Sexto lugar  | 7        | 0     | 0      |

## Estadísticas
| Club               | Div.       | Temporada  | Liga  | Liga  | Copas nacionales | Copas nacionales | Torneos internacionales | Torneos internacionales | Total | Total |
| Club               | Div.       | Temporada  | Part. | Goles | Part.            | Goles            | Part.                   | Goles                   | Part. | Goles |
| ------------------ | ---------- | ---------- | ----- | ----- | ---------------- | ---------------- | ----------------------- | ----------------------- | ----- | ----- |
| Zulia · Venezuela  | 1.ª        | 2016       | —     | —     | 4                | 0                | —                       | —                       | 4     | 0     |
| Zulia · Venezuela  | 1.ª        | 2017       | 19    | 3     | 1                | 0                | 1                       | 0                       | 21    | 3     |
| Zulia · Venezuela  | 1.ª        | 2018       | 21    | 7     | 5                | 1                | —                       | —                       | 26    | 8     |
| Zulia · Venezuela  | Total club | Total club | 40    | 10    | 10               | 1                | 1                       | 0                       | 51    | 11    |
| Huachipato · Chile | 1.ª        | 2019       | 14    | 1     | —                | —                | —                       | —                       | 14    | 1     |
| Huachipato · Chile | 1.ª        | 2020       | 16    | 0     | —                | —                | 3                       | 0                       | 19    | 0     |
| Huachipato · Chile | 1.ª        | 2021       | 27    | 4     | 5                | 2                | 5                       | 0                       | 37    | 6     |
| Huachipato · Chile | 1.ª        | 2022       | —     | —     | —                | —                | —                       | —                       | 0     | 0     |
| Huachipato · Chile | 1.ª        | 2023       | 24    | 4     | 0                | 0                | —                       | —                       | 24    | 4     |
| Huachipato · Chile | 1.ª        | 2024       | 0     | 0     | 0                | 0                | —                       | —                       | 0     | 0     |
| Huachipato · Chile | Total club | Total club | 81    | 9     | 5                | 2                | 8                       | 0                       | 86    | 11    |
| Total club         | Total club | Total club | 121   | 19    | 15               | 3                | 9                       | 0                       | 145   | 22    |
| 1. 2. 3. 4.        |            |            |       |       |                  |                  |                         |                         |       |       |

## Palmarés

### Campeonatos nacionales
| Título           | Club       | País      | Año  |
| ---------------- | ---------- | --------- | ---- |
| Copa Venezuela   | Zulia FC   | Venezuela | 2018 |
| Primera División | Huachipato | Chile     | 2023 |